# Moa Gammel

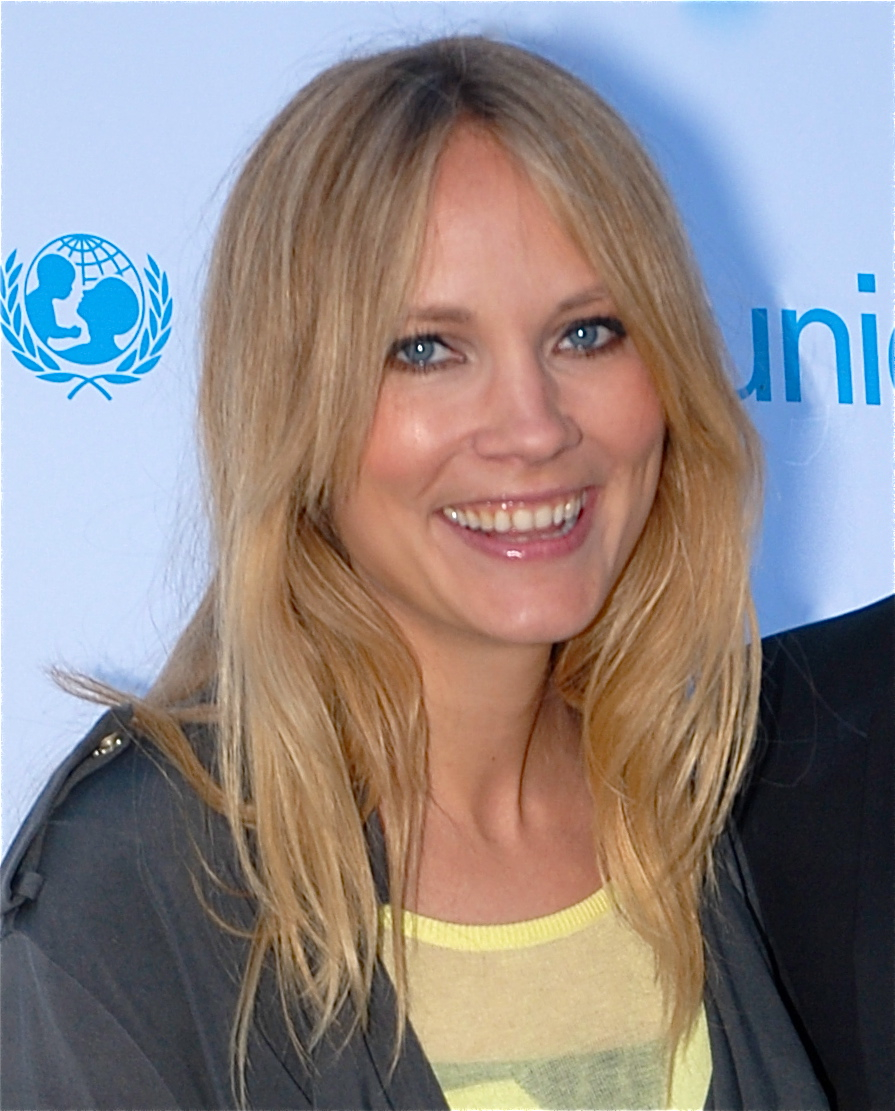
Moa Gammel, 2012

Moa Tuva Amanda Gammel (* 6. Oktober 1980 in Stockholm) ist eine schwedische Schauspielerin.

## Leben
Gammel wuchs im Stockholmer Stadtteil Vasastan auf. Bereits mit zwölf Jahren spielte sie am Königlichen Dramatischen Theater in Stockholm die Rolle der Annika in Pippi Langstrumpf. Ihr Filmdebüt gab sie 1996 in der dreiteiligen Mini-Serie Skuggornas hus. 2006 hatte sie ihren Durchbruch in dem Film Underbara älskade, an der Seite von Mikael Nyqvist. Seitdem war sie vor allem in schwedischen Fernsehserien und Filmen zu sehen, u. a. 2009 in Sommaren med Göran, 2010 in Puss mit Alexander Skarsgård und in dem finnischen Roadmovie Helden des Polarkreises und 2011 in der zweiten Staffel der Krimireihe Irene Huss, Kripo Göteborg als Kriminaltechnikerin Elin Nordenskiöld. 2015 spielte sie die Hauptrolle in der schwedischen Mysteryserie Jordskott – Die Rache des Waldes.
Gammel studierte Wirtschaftswissenschaften an der Handelshochschule Stockholm.

## Filmografie
- 1996: Skuggornas hus (Fernsehdreiteiler)
- 1999: Sherdil
- 2000: Labyrinten (Fernsehserie, 2 Folgen)
- 2000–2001: Vita lögner (Fernsehserie, 4 Folgen)
- 2006: Underbara älskade
- 2007: Kommissar Beck – Die neuen Fälle (Beck, Fernsehserie, Folge 3x07 Der stille Schrei)
- 2008: Verdict Revised – Unschuldig verurteilt (Oskyldigt dömd, Fernsehserie, Folge 1x04 Ich bin schuldig!)
- 2009: Sommaren med Göran
- 2010: Puss
- 2010: Helden des Polarkreises (Napapiirin sankarit)
- 2011: Irene Huss, Kripo Göteborg (Irene Huss, Fernsehfilmreihe, 6 Folgen)
- 2012: Ein Fall für Annika Bengtzon – Prime Time (Annika Bengtzon – Prime Time, Fernsehfilmreihe)
- 2013: Hemma
- 2014: Kärlek deluxe
- 2014: Tommy
- 2015–2017: Jordskott – Die Rache des Waldes (Jordskott, Fernsehserie, 18 Folgen)
- 2020: Breaking Surface – Tödliche Tiefe (Breaking Surface)
- 2023: Die Lüge (En helt vanlig familj, Fernsehserie)